# 616th Operations Center

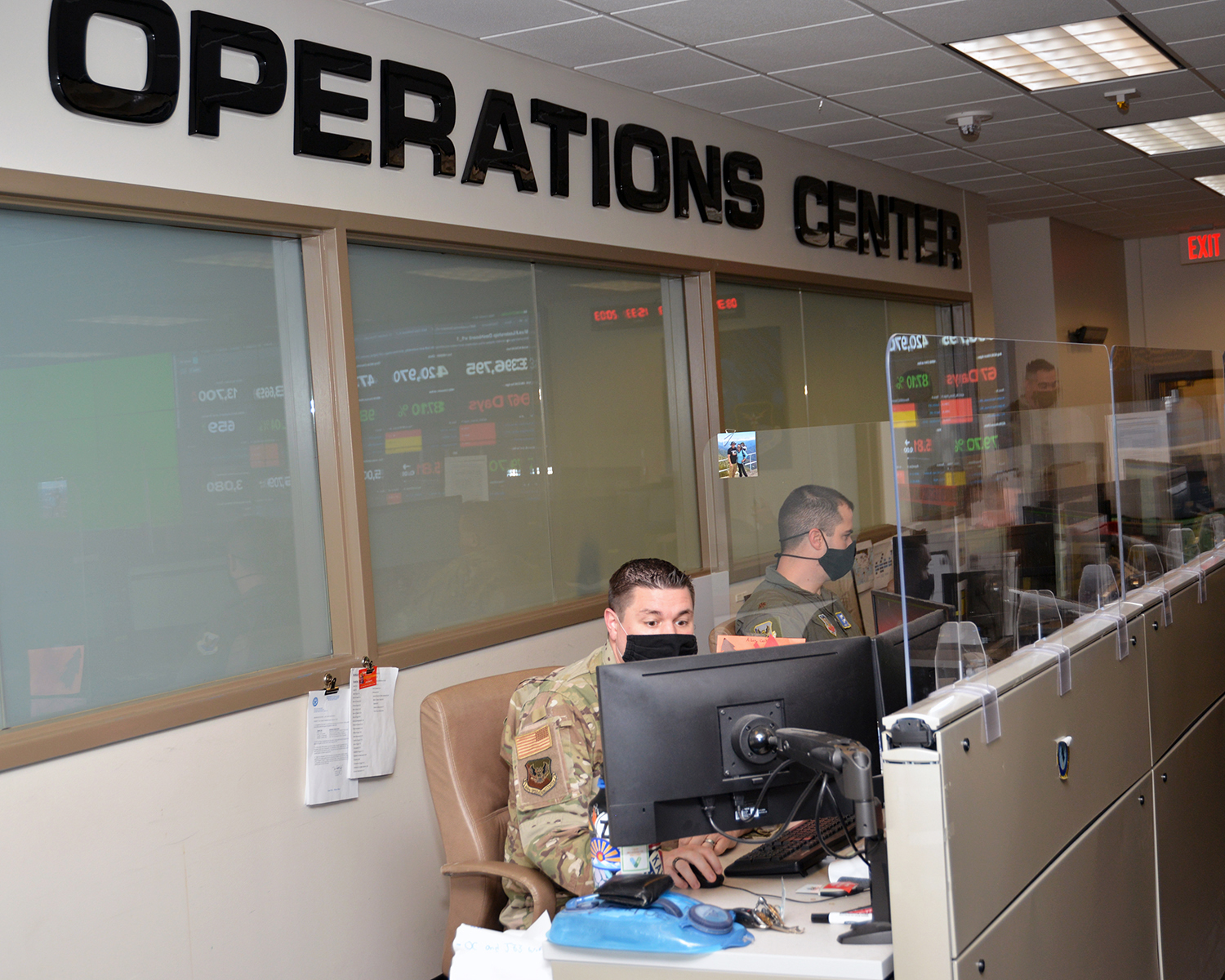
Immagine del Centro

Il 616th Operations Center è un centro operativo di tipo funzionale della Sixteenth Air Force. Il suo quartier generale è situato presso la Joint Base San Antonio-Lackland, in Texas.

## Missione
Il centro effettua operazioni di comando e controllo delle forze nel cyberspazio, informazioni di intelligence e gestione della rete di informazioni dell'USAF.

## Organizzazione
Attualmente, al settembre 2021, il centro controlla:
- 616th Strategy Division
- 616th Combat Plans Division
- 616th Combat Operations Division
- 616th Intelligence, Surveillance and Reconnaissance Division